# Eleven Arrows
Eleven Arrows FC ist ein 1961 gegründeter Fußballverein aus Walvis Bay, Namibia. Der Verein ist in Privatbesitz von Johnny Doëseb.
Die Eleven Arrows  gewannen 1991 die namibische Meisterschaft und 20 Jahre später Pokalsieger. Ab der Saison 2023/24 spielen die Arrows zweitklassig, nachdem sie in der Namibia Premier Football League 2022/23 15. und damit Vorletzter wurden.

## Erfolge
- Namibischer Fußballmeister: 1991
- Namibischer Pokalsieger: 2011

### Internationale Teilnahmen
- CAF Champions League: 1992 Vorrunde